# Nokia Networks
Nokia Networks (anteriormente Nokia Solutions and Networks (NSN) y Nokia Siemens Networks (NSN)) es una multinacional de telecomunicaciones y redes de datos con sede en Espoo, Finlandia, propiedad de Nokia. Comenzó como una empresa conjunta entre Nokia de Finlandia y Siemens de Alemania conocida como Nokia Siemens Networks.

Nokia Networks tiene operaciones en alrededor de 120 países. En 2013, Nokia adquirió el 100% de la compañía, con la compra de las participaciones de Siemens AG. El 29 de abril de 2014, el mismo día que se anunciaba el nombramiento del nuevo CEO de Nokia, se anunció que dejaría de utilizar el nombre de NSN para el negocio de telecomunicaciones y redes de Nokia, pasando a usar la marca Nokia.

## Historia

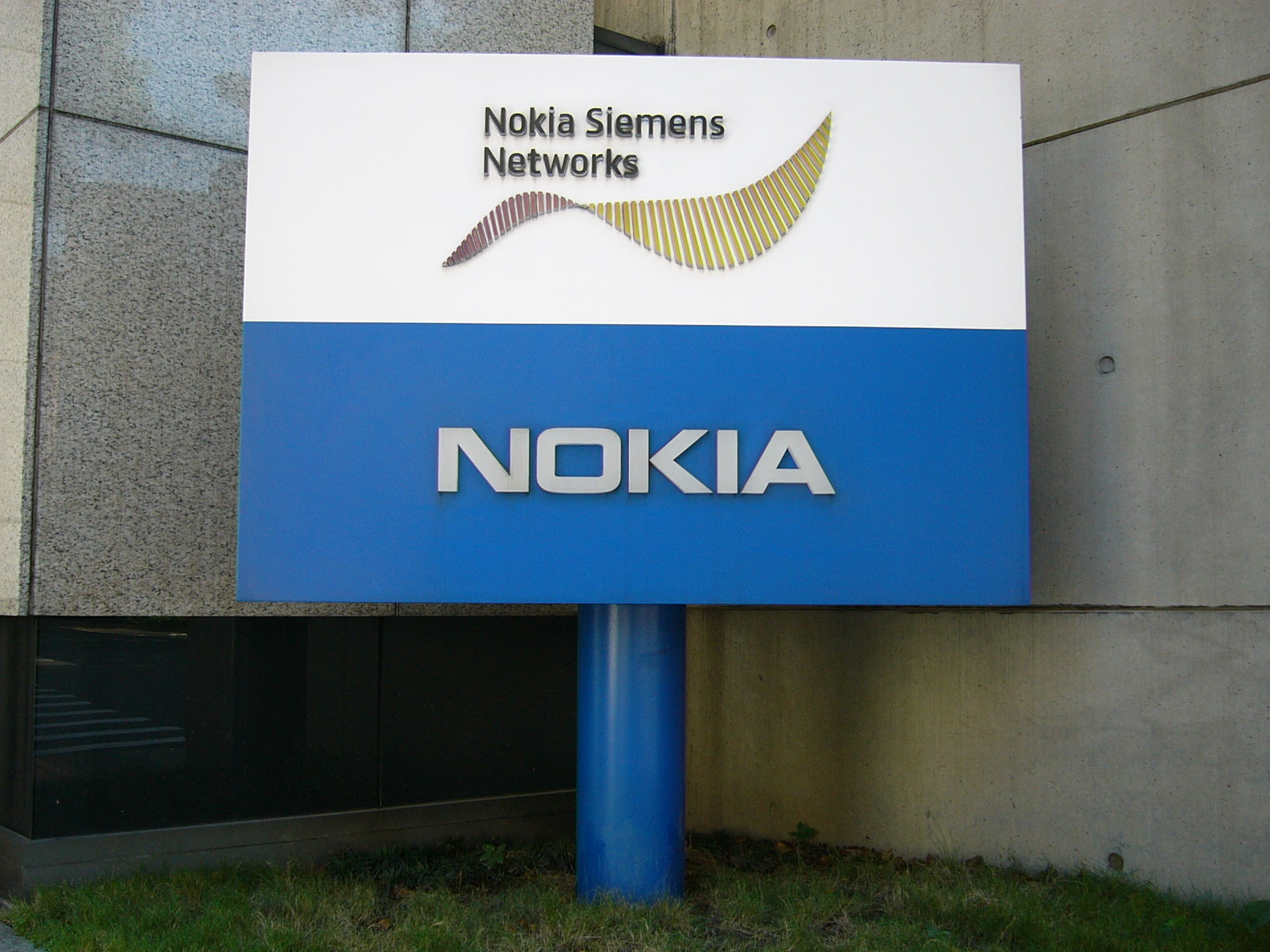
Inscripción en la sede taiwanés de Nokia Siemens Networks en distrito de Songshan, Taipéi.

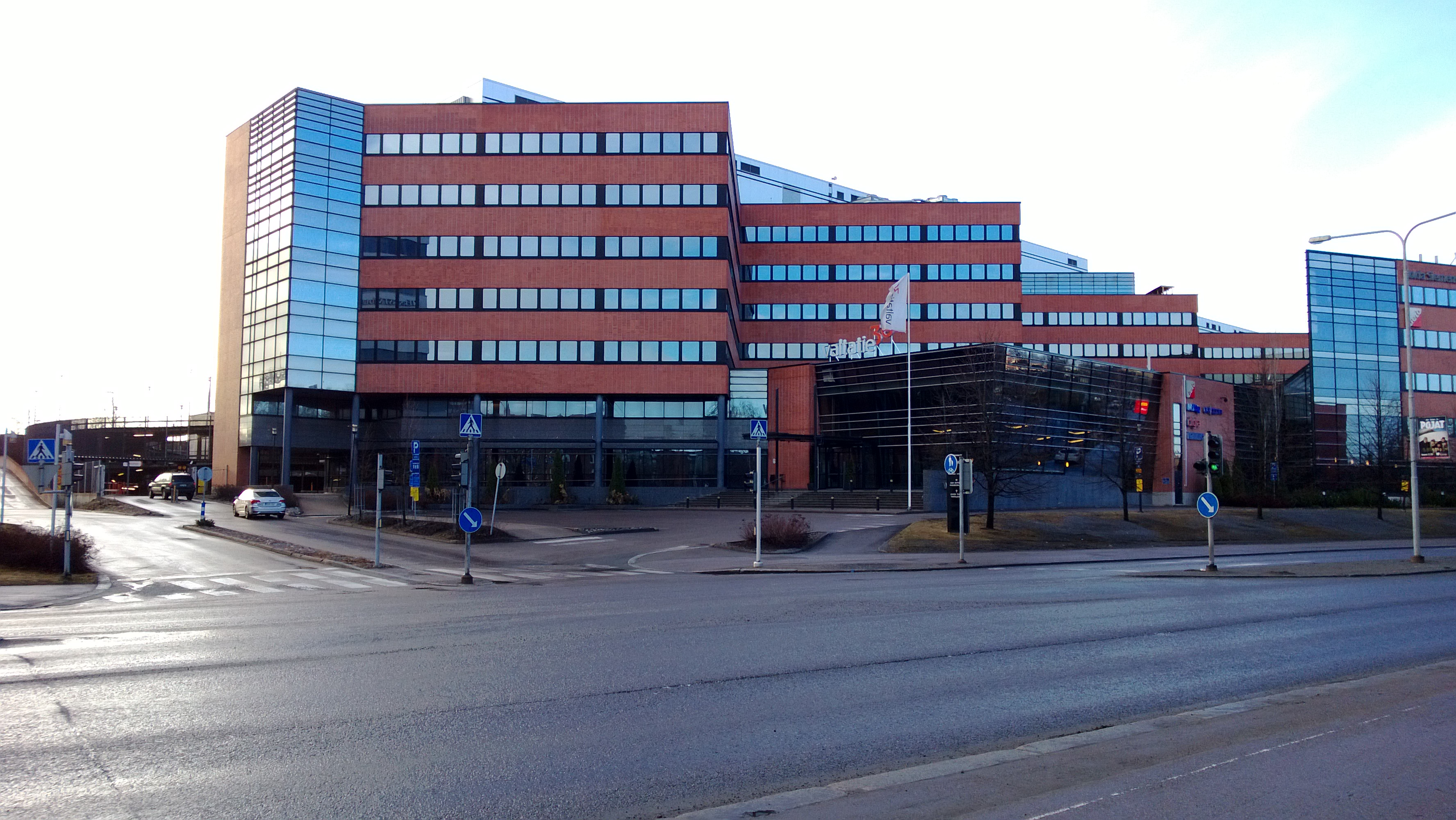
Edificio de oficinas en Tampere, Finlandia.

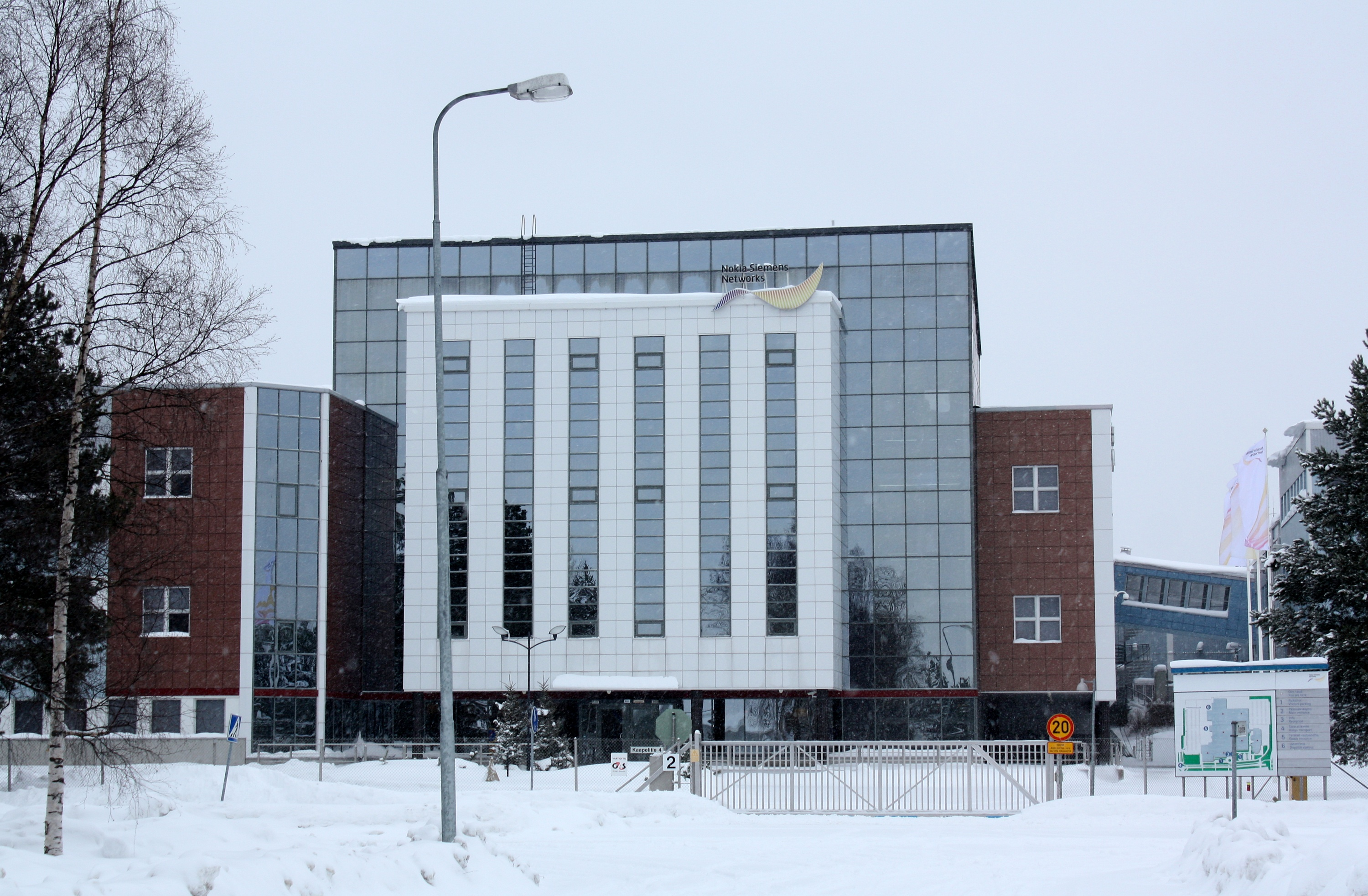
Edificio de oficinas en Oulu, Finlandia.

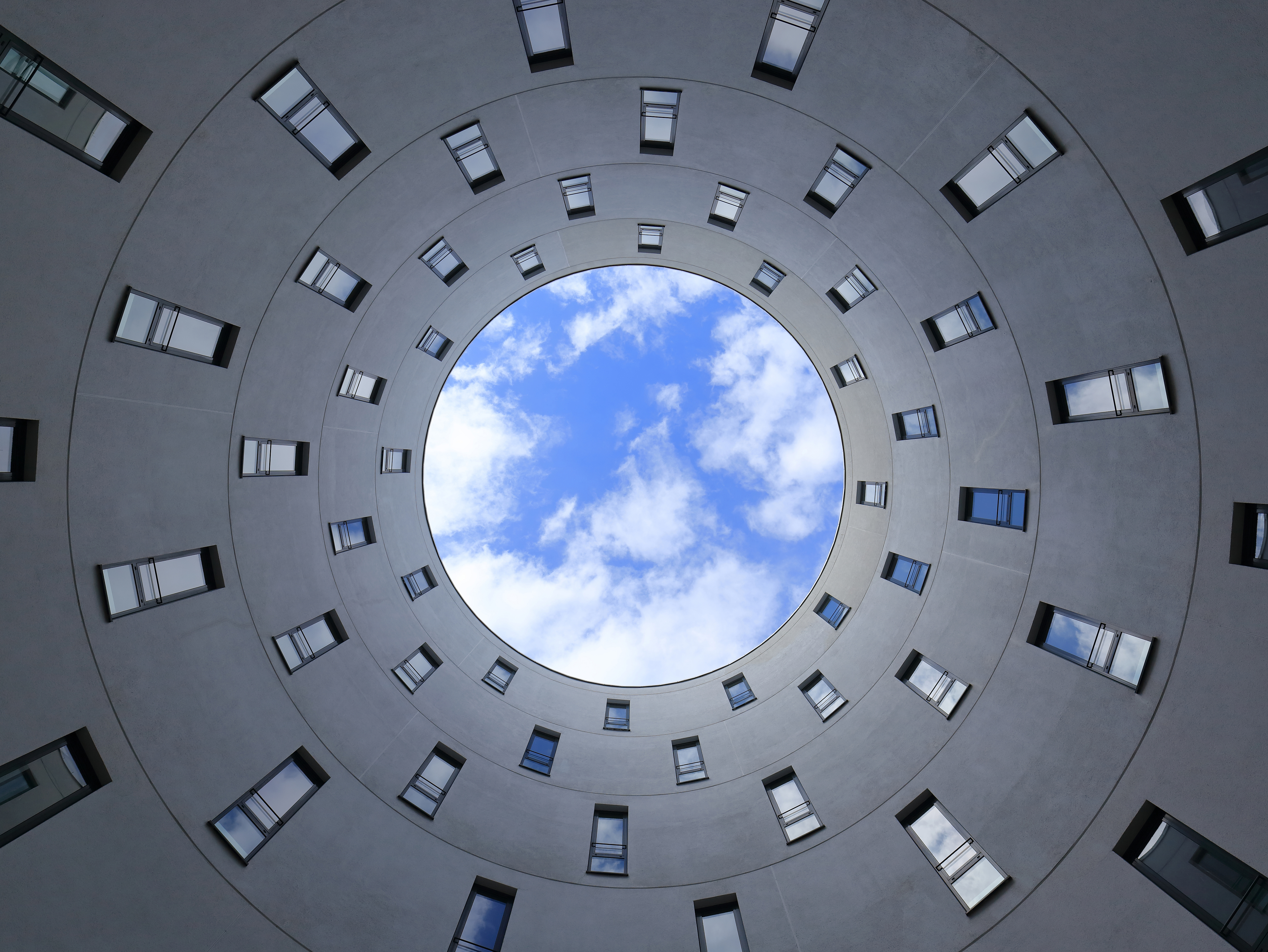
Edificio de oficinas en Munich, Alemania.

La empresa fue creada como resultado de una empresa conjunta entre la división de Siemens Comunicaciones (menos su unidad de Negocio Empresarial) y la Network Business Group de Nokia. La formación de la empresa se anunció públicamente el 19 de junio de 2006. Nokia Siemens Networks fue presentada oficialmente en el Congreso Mundial 3GSM de Barcelona en febrero de 2007. Nokia Siemens Networks comenzó sus operaciones completas el 1 de abril de 2007.  con su sede en Espoo, Gran Helsinki, Finlandia.
En enero de 2008 Nokia Siemens Networks adquirió la compañía israelí ATRICA, una compañía que construye sistemas de transporte Ethernet de grado operador para las redes metropolitanas. El anuncio oficial no reveló los términos, sin embargo se cree que la compra pudo estar alrededor de los 100 millones de dólares. En febrero de 2008 Nokia Siemens Networks adquirió Apertio, un proveedor de herramientas de gestión de clientes de redes móviles en el Reino Unido Bristol, por 140 millones de €. Con esta adquisición, Nokia Siemens Networks ganó clientes en el área de gestión de abonados incluyendo Orange, T-Mobile, O2, Vodafone y Hutchison 3G.
En abril de 2009, de acuerdo con un portavoz de Siemens, dijo que éste sólo conserva un interés financiero no dominante en NSN, con las operaciones del día a día que residen con Nokia y que a lo largo de los últimos cinco años Siemens ha ido saliendo fuera del negocio de las telecomunicaciones.
El 19 de julio de 2010, Nokia Siemens Networks anunció que adquiriría la división de equipos de red inalámbrica de Motorola.
La adquisición se completó el 29 de abril de 2011 por $975 millones en efectivo. Como parte de la transacción, aproximadamente 6.900 empleados fueron transferidos a Nokia Siemens Networks.
El 23 de noviembre de 2011, Nokia Siemens Networks anunció que iba a reorientar su negocio en equipos de banda ancha móvil, el segmento de más rápido crecimiento del mercado. Este nuevo enfoque dio lugar a la reestructuración de la empresa y los despidos planeados de 17.000 empleados. El plan reduce la fuerza laboral de la compañía en un 23% respecto a su nivel de 74.000 del 2011, y ayudaría a recortar gastos operativos anuales a la compañía 1.35 mil millones de dólares a finales de 2013.
Después del proceso de reestructuración, Nokia Siemens Networks trajo un cambio positivo en torno a sus negocios. Los márgenes operativos y la línea de fondo se elevó a aproximadamente el 10%, lo cual fue un cambio significativo de los márgenes anteriores bajo cero, con flujos de caja positivos durante seis trimestres continuos.
El 7 de agosto de 2013, la compañía completó la adquisición de la participación de Siemens y la compañía fue rebautizada como "Nokia Solutions and Networks" (NSN). Después de esta adquisición NSN pasó a ser propiedad total de Nokia.
El 29 de abril de 2014, días después de la venta de la división de dispositivos y servicios de Nokia a Microsoft, Nokia Corporation anunció que NSN en adelante será conocido como el Nokia Networks. También se anunció que Rajeev Suri, el director general de NSN es nombrado como Presidente y CEO de Nokia Corporation a partir del 1 de mayo de 2014, y que la visión ahora era ser una empresa líder en tecnología en un mundo conectado.

## Centros de Investigación y Desarrollo
Existen cuatro países donde se realiza investigación y desarrollo en siete ciudades:
- Alemania
  - Munich
  - Ulm
- China
  - Pekín
- Estados Unidos
  - Silicon Valley
- Finlandia
  - Espoo
  - Oulu (Radio frecuencia y Procesamiento Digital de Señales)
  - Tampere (Circuitos integrados, Procesamiento Digital de Señales de Banda Base, Software)

## Logos

Nokia Siemens Networks (2007-2013)
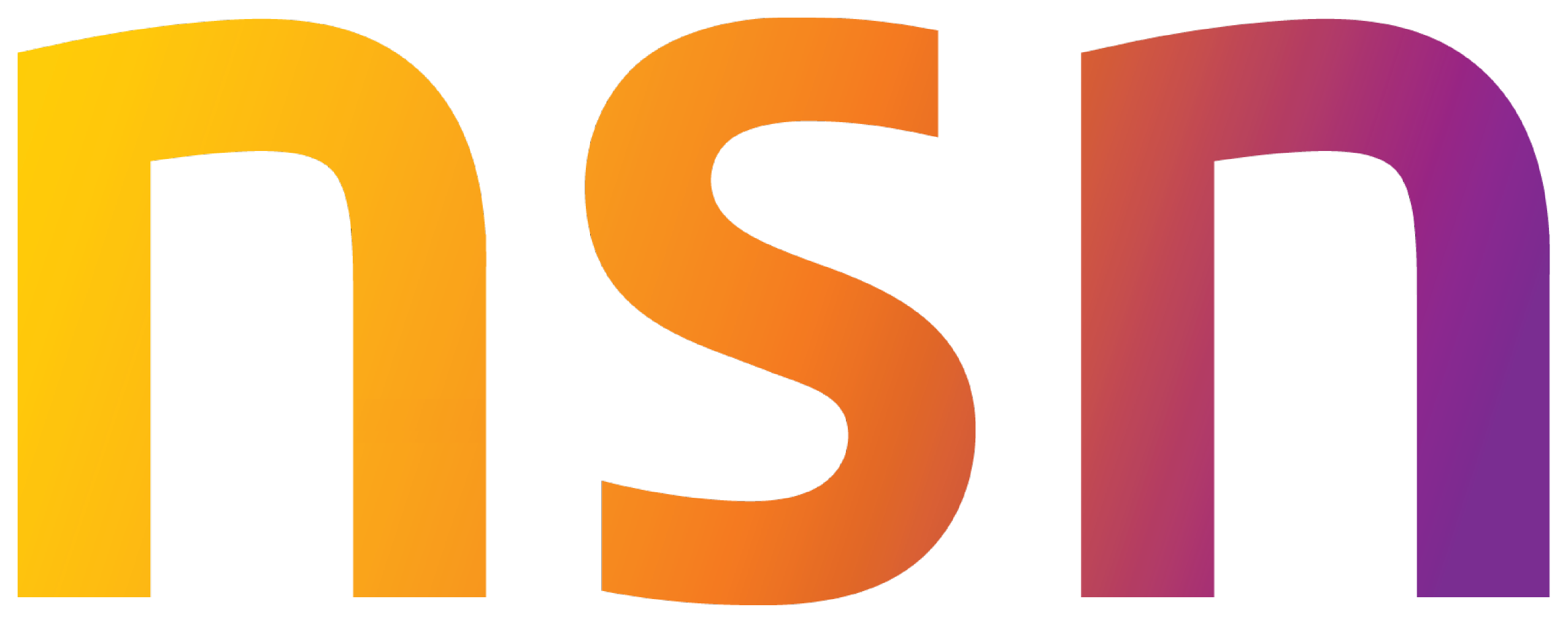
Nokia Solutions and Networks (2013-2014)
Nokia Networks logo (2014-2017)
Nokia logo (2017-2023)
Nokia logo (desde 2023)